# Prosenik Gubaševski
 Prosenik Gubaševski  falu Horvátországban Krapina-Zagorje megyében. Közigazgatásilag Zabokhoz  tartozik.

## Fekvése
Zágrábtól 26 km-re északra, községközpontjától  3 km-re északnyugatra Horvát Zagorje és a megye déli részén fekszik.

## Története
A településnek 1857-ben 170, 1910-ben 315 lakosa volt. Trianonig Varasd vármegye Klanjeci járásához tartozott.  2001-ben 175 lakosa volt.

## Külső hivatkozások
- Zabok hivatalos oldala
- A zaboki Szent Ilona plébánia honlapja